# Brodawki grzybowate
Brodawki grzybowate – typ silnie unaczynionych brodawek językowych, występujących głównie w przedniej części języka. W ich nabłonku znajdują się kubki smakowe. Brodawki te są szczególnie dobrze widoczne u dzieci. Ich nazwa pochodzi od charakterystycznego kształtu.